# Anapalina
- Commons
- Wikispecies

Anapalina N.E. Br.  é um género botânico pertencente à família Iridaceae.

## Sinonímia
- Tritoniopsis  L. Bolus

## Espécies
| - Anapalina burchellii - Anapalina caffra - Anapalina intermedia - Anapalina longituba | - Anapalina nervosa - Anapalina pulchra - Anapalina revoluta - Anapalina triticea |